# Fontaine du Banneret (Payerne)
Pour les articles homonymes, voir Fontaine du Banneret.
La fontaine du Banneret est une fontaine située dans la commune vaudoise de Payerne, en Suisse.

## Histoire
Après l'invasion bernoise de 1536, les autorités d'occupation nomment des bannerets à la tête de l'autorité dans plusieurs villes vaudoises, parmi lesquelles Aubonne, Vevey, Nyon ou encore Payerne ; ce thème du banneret sera ensuite repris artistiquement soit sur des vitraux ornant les hôtels de ville, soit sur des fontaines. La statue de Payerne, haute de 1,80 mètre et d'un poids de plus de 450 kilos, est vraisemblablement taillée par l'atelier de Hans Gieng en 1542. Elle se dressait sur une fontaine située sur la place homonyme, que borde l'église réformée Notre-Dame, l'ancien tribunal et l'abbatiale,. 
La fontaine est inscrite comme bien culturel suisse d'importance nationale. Elle se compose d'une colonne toscane qui sert de socle à la statue.
En 2012, la statue qui menace de s'effondrer à cause de fissures ainsi que la colonne doivent être retirés. La statue est déplacée à Wohlen bei Bern dans l'atelier de Richard et Heidi Wyss.